# Jeanne de Diesbach
Jeanne de Diesbach de Belleroche (1853-1931), est une philanthrope française, fondatrice de l'Association de l'enseignement ménager.

## Biographie
Jeanne Marie Marguerite de Beaurepaire de Louvagny est née le 20 juillet 1853 au château de Montalier, à Preignac, en Gironde, de Raoul de Beaurepaire de Louvagny et Eugénie de la Mire Mory. Elle épouse en 1871 Marie Philippe Romain Lucien de Diesbach de Belleroche, né le 1er février 1841 à Fribourg (Freiburg), Suisse et décédé le 18 septembre 1878 au château de Remaugies, Remaugies, Somme, à l’âge de 37 ans. Il était bourgeois de Fribourg, zouave pontifical, lieutenant aux carabiniers suisses de l'armée pontificale. 
Mariée à 18 ans et veuve à 25 ans, la comtesse de Diesbach est mère de deux enfants, une fille Caroline qui meurt en bas âge, un fils Romain (1877-1938).

## Son œuvre
En 1901, Jeanne de Diesbach se rend dans un cours ménager à Wavre-Notre-Dame en Belgique. Elle fonde ensuite un cours d'enseignement ménager en France la même année, au 3  rue de l’Abbaye à Paris, à quelques pas de Saint-Germain des Prés, habités par les sœurs de Saint-Vincent de Paul. Cette école est installée ensuite 11, avenue de Breteuil, dans un local plus grand, pour grouper en Association de l’Enseignement ménager les différentes écoles existantes.
Une lettre de la comtesse de Diesbach, présidente de l'Association de l’enseignement ménager annonce dans La Croix du 3 octobre 1906 : « Nous avons actuellement environ 30 écoles ménagères disséminées dans toute France. »
Elle participe au congrès national d’assistance publique et privée à Reims du 21 au 26 avril 1908 avec Augusta Moll-Weiss. Paul Acker décrit ainsi les cours : « Pendant six semaines, les élèves, qui travaillent de huit heures du matin à cinq heures du soir, suivent des leçons et des exercices pratiques. Elles prennent part aussi au fonctionnement d’une des écoles ménagères qui existent à Paris et qui ont été organisées d’après les conseils de Mme de Diesbach. Les cours sont faits par un médecin, deux maîtresses belges, une maîtresse française et Mme de Diesbach. On s’étonne parfois de la durée si courte de ces cours : il semble impossible de former une maîtresse en six semaines. Et en effet, on n’a pas cette prétention : on veut simplement lui fournir les moyens de devenir plus tard une maîtresse. ». 
Elle publie en 1904 Enseignement ménager : la nécessité, la nature, le programme, la directrice, les résultats de cet enseignement ; une seconde édition est publiée en 1914.
Elle décède le 23 juin 1931 à Domfront dans l'Orne, à l’âge de 77 ans.